# Warren Scarfe
Warren James Scarfe (* 11. Dezember 1936 in Newcastle; † 4. November 1964 in Wiley Park) war ein australischer Radrennfahrer und nationaler Meister im Radsport.

## Sportliche Laufbahn
Scarfe war Teilnehmer der Olympischen Sommerspiele 1956 in Melbourne und der Olympischen Sommerspiele 1960 in Rom. Im 1000-Meter-Zeitfahren 1956 wurde er beim Sieg von Leandro Faggin Vierter. In der Mannschaftsverfolgung 1956 scheiterte Australien mit Roy Moore, Warren Scarfe, Frank Brazier und Clifford Burvill in der Vorrunde.
Im Bahnradsport war er 1960 in der Mannschaftsverfolgung am Start. Sein Team in der Besetzung Warren Scarfe, Garry Jones, Robert Whetters und Frank Brazier schied in der Qualifikationsrunde aus. Im Mannschaftszeitfahren kamen Warren Scarfe, Garry Jones, Alan Grindal und Frank Brazier auf den 21. Platz.
1956 wurde Scarfe nationaler Meister im 1000-Meter-Zeitfahren vor Dick Ploog, 1957 Vize-Meister und 1958 sowie 1960 Dritter der Meisterschaft. Bei den Commonwealth Games 1958 in Cardiff gewann er die Silbermedaille im Mannschaftszeitfahren und im 1000-Meter-Zeitfahren.